# Manfred Floderus
Manfred Mustafa Floderus, född 17 februari 1832 i Funbo socken, Uppsala län, död 31 augusti 1909 i Uppsala, var en svensk skolman. Han var far till Björn Floderus och hans sonsons son är Johan Floderus.
Floderus blev filosofie magister 1857, lektor i naturvetenskap vid Uppsala katedralskola och var rektor där 1866–1899. Floderus, som var en framstående skolman, var medlem av flera kommittéer angående elementarläroverken. Hans Fysikens första grunder (1862–1865) utgick i en mängd upplagor och var under lång tid den allmänna läroboken i ämnen vid läroverken. Floderus är begraven på Uppsala gamla kyrkogård.